# Maiorșciîna, Hrebinka
Maiorșciîna (în ucraineană Майорщина) este localitatea de reședință a comunei Maiorșciîna din raionul Hrebinka, regiunea Poltava, Ucraina.

## Demografie
Componența lingvistică a localității Maiorșciîna
     Ucraineană (97,63%)
     Rusă (1,47%)
     Alte limbi (0,11%)
Conform recensământului din 2001, majoritatea populației localității Maiorșciîna era vorbitoare de ucraineană (97,63%), existând în minoritate și vorbitori de rusă (1,47%).